# Кревкер сир л'Еско
Кревкер сир л'Еско (фр. Crèvecoeur-sur-l'Escaut) насеље је и општина у североисточној Француској у региону Север-Па д Кале, у департману Север која припада префектури Камбре.
По подацима из 2011. године у општини је живело 673 становника, а густина насељености је износила 35,31 становника/km². Општина се простире на површини од 19,06 km². Налази се на средњој надморској висини од 68 метара (максималној 147 m, а минималној 60 m m).

## Демографија
| 1962. | 1968. | 1975. | 1982. | 1990. | 1999. | 2011. |
| ----- | ----- | ----- | ----- | ----- | ----- | ----- |
| 623   | 638   | 626   | 647   | 644   | 643   | 673   |

График промене броја становника у току последњих година